# Klub Miłośników Pojazdów Szynowych w Poznaniu
Klub Miłośników Pojazdów Szynowych w Poznaniu – stowarzyszenie zrzeszające miłośników komunikacji miejskiej w Poznaniu. Założycielem Klubu w 1996 roku był Krzysztof Chrzan, a formalna rejestracja stowarzyszenia odbyła się 27 grudnia 2001 roku. Jego obecnym prezesem jest Łukasz Bandosz. Siedziba stowarzyszenia znajduje się na osiedlu Czecha nr 108/9 w dzielnicy Chartowo.
Dzięki staraniom stowarzyszenia od czerwca 1999 roku w Poznaniu funkcjonuje zabytkowa linia tramwajowa „0”. KMPS przyczyniło się także do rekonstrukcji tramwajów: Konstal N+ND, Konstal 102N, Konstal 102Na, Konstal 105N oraz Carl Weyer typ WD.
Od 2002 roku KMPS wydaje bezpłatne czasopismo „Przystanek” (wcześniej: „Nowinki z Pyrogrodu”), poświęcone głównie zagadnieniom związanym z komunikacją miejską.
Od 2005 roku Klub prowadzi kwestę pieniężną o nazwie „Ratujmy Stare Bimby!”, mającą na celu zebranie funduszy na rzecz renowacji zabytkowych tramwajów. Zbiórki organizowane są przy okazji różnych wydarzeń miejskich.
19 lutego 2009 r. organizacja zyskała status OPP.